# Parachute jump
|  | Denne artikel er oprettet af botten PalnaBot ud fra en ekstern database. Den kan derfor have sproglige fejl eller mangler. Denne skabelon kan fjernes efter kontrol af indholdet. |

Parachute jump er en film instrueret af Steen Møller Rasmussen.

## Handling
Filmen handler bl.a. om den babylonske sprogforvirring i USA.